# 東北学
東北学（とうほくがく）は、民俗学者の赤坂憲雄が提唱した東北地方の、文化、地理、歴史、経済的な学際的総合研究の方法で、その呼称。
赤坂の『方法としての東北』（柏書房、2007年）、『東北ルネサンス―日本を開くための七つの対話』（小学館文庫、2007年）などにその主張がまとめられている。
中心となっているのは赤坂がセンター長を務めた東北芸術工科大学東北文化研究センターである。赤坂は長く大学に籍を置かない在野の研究者として知られていたが、これを機に同大学に奉職した。
1999年から『別冊 東北学』が東北文化研究センターの編で作品社から刊行されている。また2004年からは同東北文化研究センターの編で『季刊 東北学』が柏書房から刊行されている。